# Franz Anton Maulbertsch
Franz Anton Maulbertsch (parfois orthographié Maulpertsch) fut un peintre autrichien qui vécut de 1724 à 1796.
Il décora la Porta Coeli en Moravie ainsi que le palais de l'archevêque de Kremsier. Il produisit également des œuvres d'art pour des églises à Bicske, Kollotschau, ainsi que pour l'église Michaelerkirche et l'église des Piaristes  Maria Treu de Vienne. 
Il peignit également les fresques du plafond de la Salle Philosophique du monastère de Strahov, à Prague.

## Biographie
Originaire de Souabe, il naquit le 7 juin 1724 à Langenargen (au bord du lac de Constance). Son père Anton Maulbertsch fut également peintre.
Il arriva à Vienne à l'âge de 15 ans et étudia à l'Académie de Vienne de 1739 à 1741, sous la direction de Jacob van Schuppen. Il y obtint le premier prix de peinture en 1750. Il apprit à associer l'influence de la peinture de l'Allemagne méridionale avec le goût classique de la Cour de Vienne.
Il fut élu au conseil de l'Académie pour la première fois en 1770.
Il mourut à Vienne le 8 août 1796.

## Œuvre
Son art s'inspire de divers peintres italiens (tels que ceux de l'école vénitienne de Piazzetta), mais également de Rembrandt, qu'il connaissait au travers de ses gravures. 
En 1750-1751, il peint le Triomphe de la Vérité sur le Temps, une grande peinture à l'huile pour le grand salon du château de Kirschstetten. En 1752, il peint son premier chef-d'œuvre : la fresque de la coupole de l'église des Piaristes Maria Treu à Vienne.
De 1752 à 1767 environ, il travailla principalement dans la partie orientale de l'Autriche-Hongrie, où il réalisa les imposantes fresques (Visitation de la Vierge, et Triomphe de la Trinité) de la cathédrale de Vác (Waizen), à 35 km au nord de Budapest.
En 1767, il retourna travailler à Vienne. Sa dernière grande œuvre de cour en 1772 sera la fresque du plafond de la salle des géants de la Hofburg à Innsbruck, qui représente la réunion des Maisons de Habsbourg et de Lorraine.
- Philippe l'Apôtre baptise un eunuque (autour de 1750), huile sur papier, 50 × 34 cm, Musée de l'Ermitage, Saint-Pétersbourg
- Victoire de saint Jacques de Compostelle (vers 1764), huile sur papier, 32 × 48 cm, Palais du Belvédère (Vienne). Ébauche pour le plafond du chœur de l'église de Schwechat près de Vienne, détruite en 1944. Commande de Johans Jacob Wolff seigneur d'Ehrenbrunn[1].
- Autoportrait (vers 1767), Palais du Belvédère (Vienne)
- Jupiter et Antiope (vers 1780), huile sur toile, 44 × 44 cm, Palais du Belvédère (Vienne)

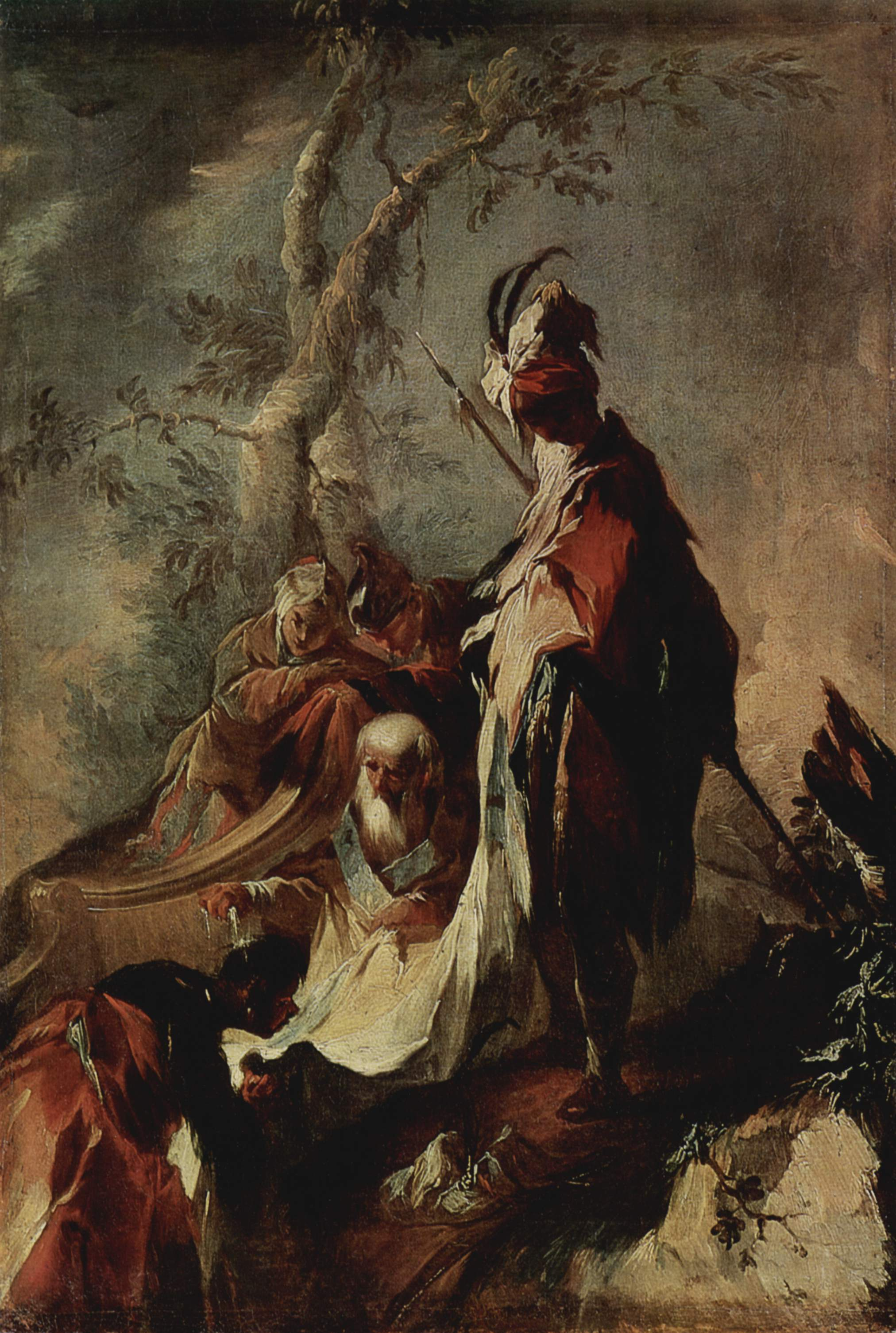
Philippe l'Apôtre baptise un eunuque (autour de 1750) Musée de l'Ermitage
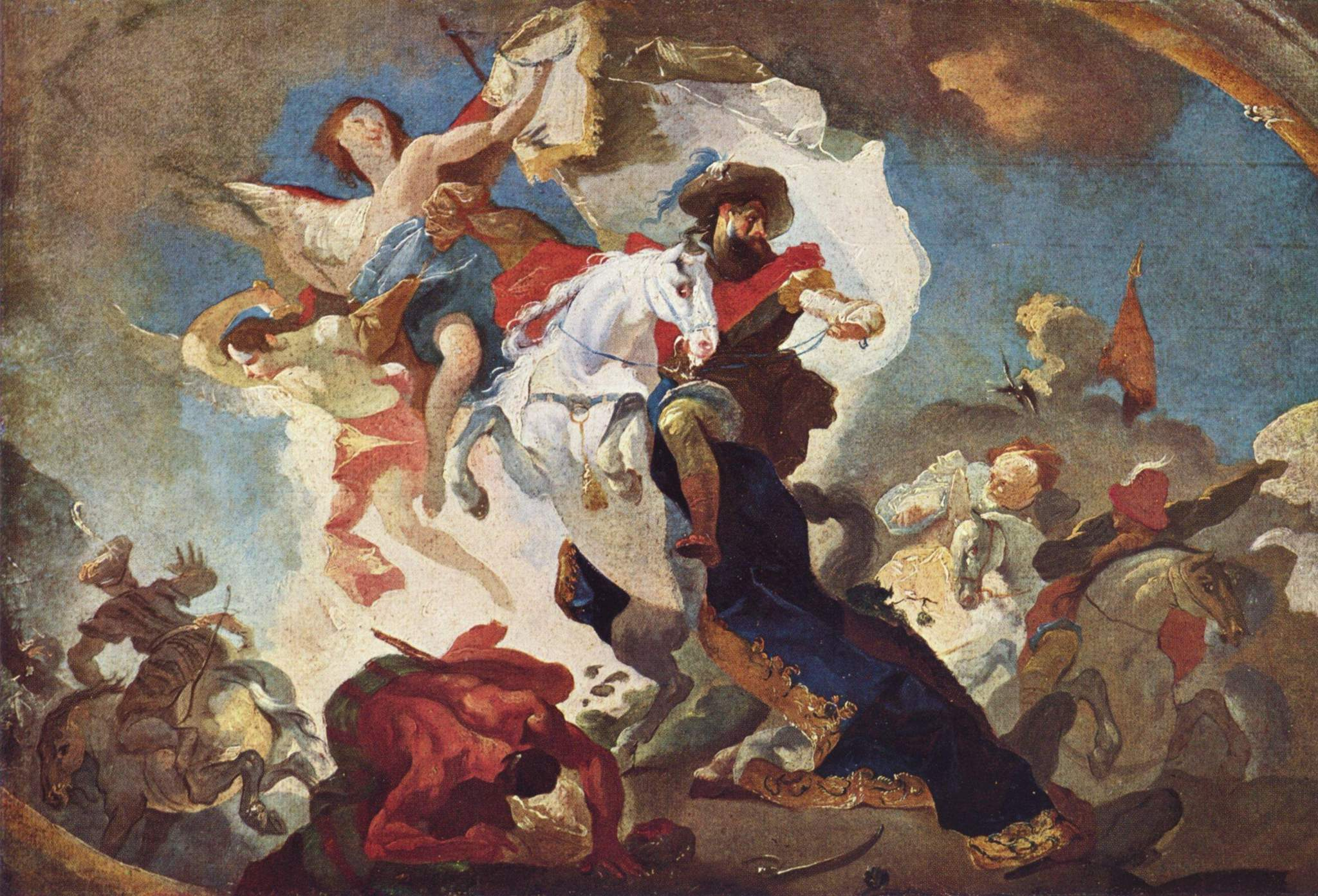
La Victoire de Saint Jacques de Compostelle (vers1764) Palais du Belvédère
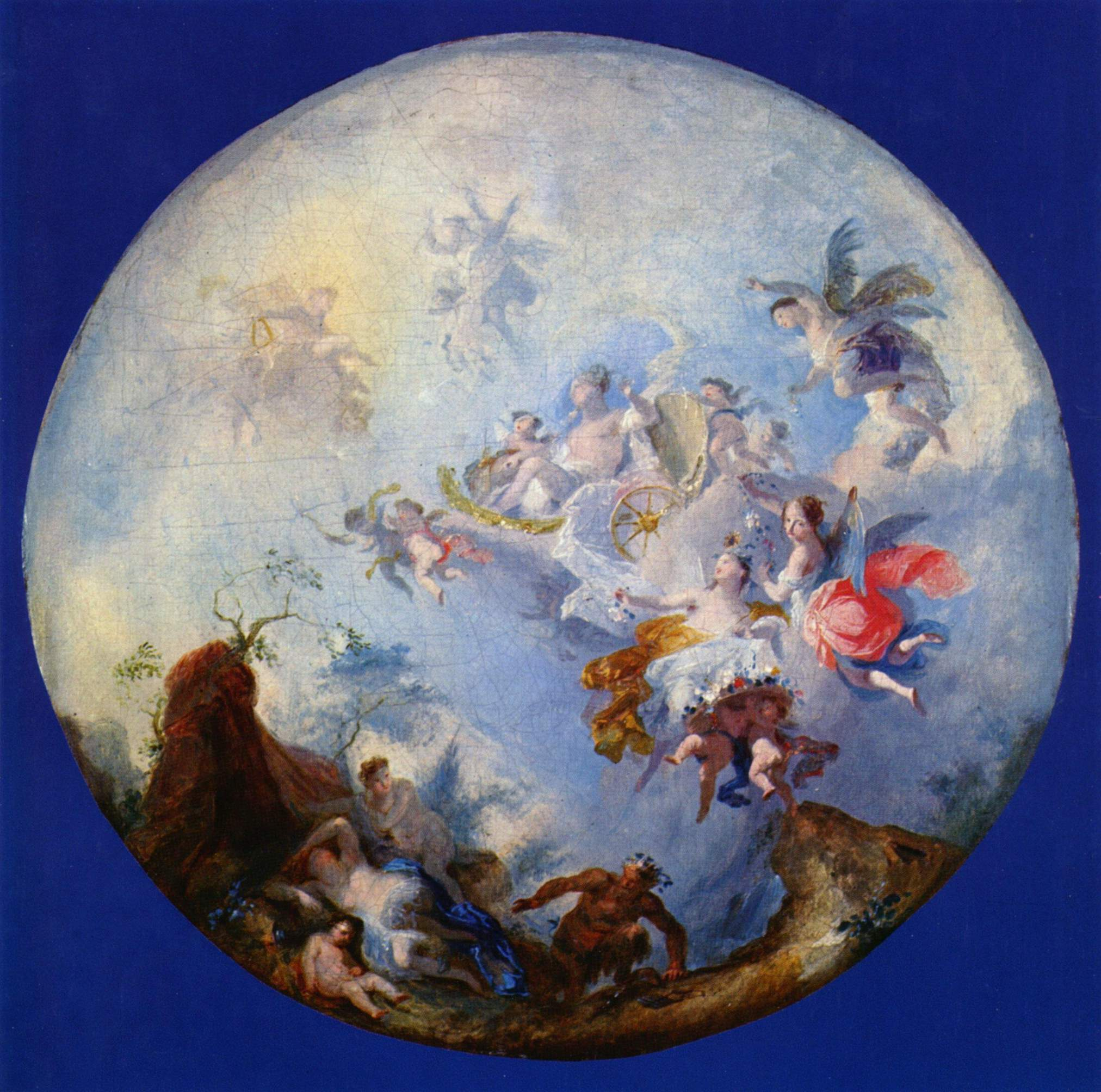
Jupiter et Antiope (vers 1780) Palais du Belvédère
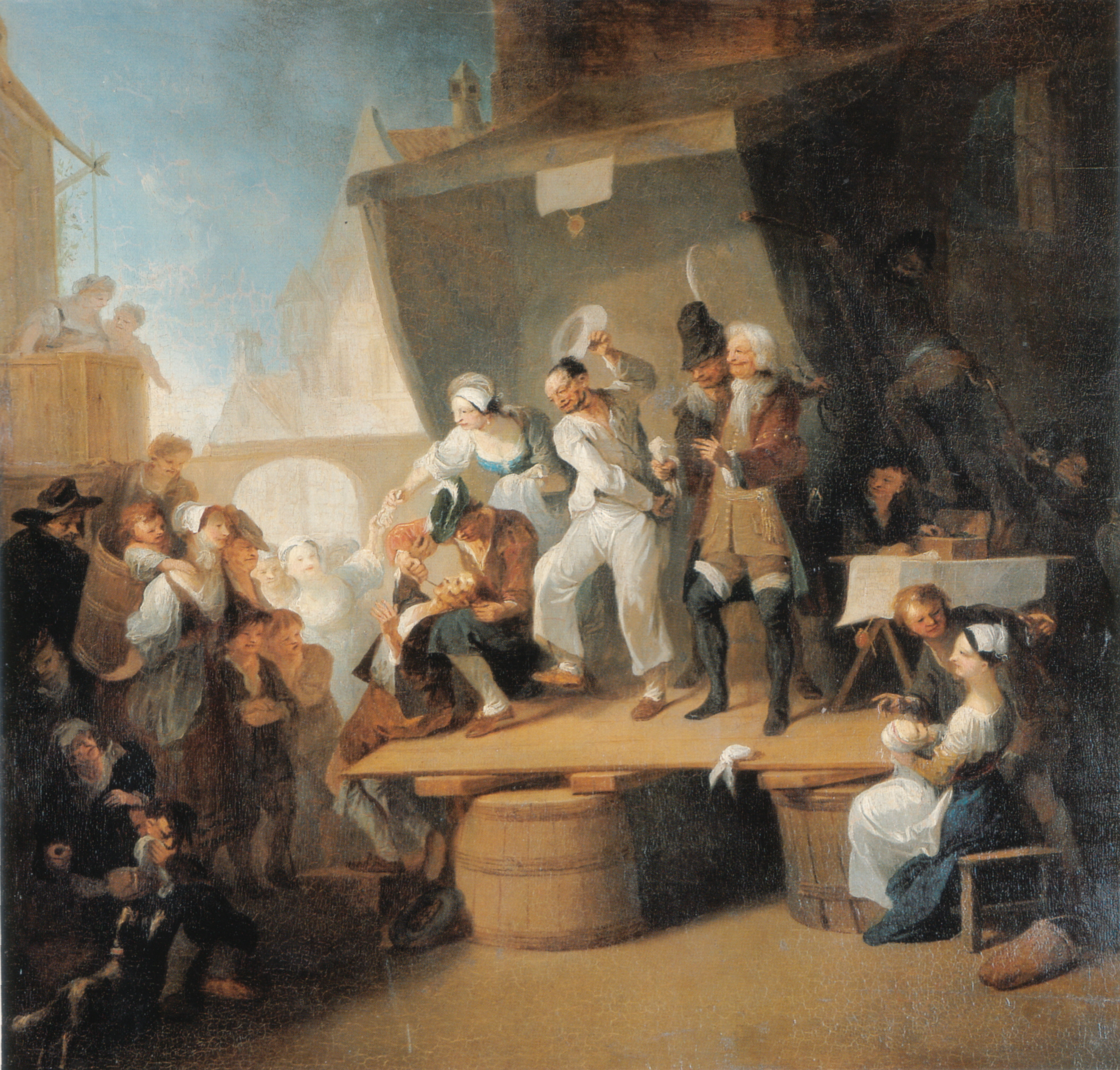
Un chirurgien barbier au travail (avant 1785) Staatsgalerie Altdeutsche Meister Augsbourg

## Place dans l'histoire de la peinture
En dehors des pays de culture germanique, Franz Anton Maulbertsch est généralement peu connu, et on ne lui reconnaît pas la place qu'il devrait avoir en peinture.
Ceci tient en bonne partie à la nature de son œuvre : formée de grandes toiles, ou de fresques décorant les grands monuments des pays où il travailla (Autriche, Hongrie, Bohême, Moravie...), il est très peu ou pas du tout représenté dans les collections de peintures des autres pays, et donc largement ignoré du public.
Or son style mérite largement l'intérêt, par sa puissance expressive et son imagination, ses qualités décoratives, la facilité avec laquelle il passe sans effort d'un genre à l'autre.
Son traitement virtuose des couleurs et des effets de lumière annonce même dans une certaine mesure l'impressionnisme ; il fut en tout état de cause un inspirateur des peintres modernes autrichiens, et Oskar Kokoschka le considérait comme un de ses modèles.